# Jason Garrison
Jason John Maxwell Garrison, född 13 november 1984 i White Rock, British Columbia, är en kanadensisk professionell ishockeyspelare som spelar för Djurgården Hockey i SHL.
Han har tidigare spelat på NHL-nivå för Vegas Golden Knights, Tampa Bay Lightning, Vancouver Canucks och Florida Panthers och på lägre nivåer för Chicago Wolves och Rochester Americans i AHL och Minnesota–Duluth Bulldogs (University of Minnesota Duluth) i NCAA.

## Spelarkarriär
Garrison blev aldrig draftad av något NHL-lag.
Inför säsongen 2012-13 skrev han på ett sexårskontrakt som free agent med Vancouver Canucks.
21 juni 2017 valdes Garrison av Vegas Golden Knights i expansionsdraften där han spelade säsongen 2017–18.
Garrison skrev på ett PTO-kontrakt (professional try out) med Edmonton Oilers den 28 augusti 2018 och den 3 oktober skrev han på ett ettårskontrakt med klubben.
Det blev bara 17 matcher för Oilers innan han tradades till Chicago Blackhawks den 30 december 2018 tillsammans med Drake Caggiula, i utbyte mot Brandon Manning och Robin Norell.
Garrison spelade aldrig några matcher för Blackhawks utan köptes ut av sitt kontrakt av den 2 januari 2019 och skrev på för spel med Djurgården Hockey i SHL den 7 januari 2019.

## Statistik
BCHL = British Columbia Hockey League, WCHA = Western Collegiate Hockey Association
| 2003–04    | Nanaimo Clippers               | BCHL       | 52  | 7  | 20  | 27  | 31  | 24 | 3 | 10 | 13 | 12 |
| 2004–05    | Nanaimo Clippers               | BCHL       | 57  | 22 | 40  | 62  | 42  | —  | — | —  | —  | —  |
| 2005–06    | University of Minnesota Duluth | WCHA       | 40  | 3  | 9   | 12  | 26  | —  | — | —  | —  | —  |
| 2006–07    | University of Minnesota Duluth | WCHA       | 21  | 1  | 2   | 3   | 16  | —  | — | —  | —  | —  |
| 2007–08    | University of Minnesota Duluth | WCHA       | 26  | 5  | 9   | 14  | 26  | —  | — | —  | —  | —  |
| 2008–09    | Florida Panthers               | NHL        | 1   | 0  | 0   | 0   | 0   | —  | — | —  | —  | —  |
|            | Rochester Americans            | AHL        | 75  | 8  | 27  | 35  | 68  | —  | — | —  | —  | —  |
| 2009–10    | Florida Panthers               | NHL        | 39  | 2  | 6   | 8   | 23  | —  | — | —  | —  | —  |
|            | Rochester Americans            | AHL        | 38  | 3  | 16  | 19  | 33  | 7  | 2 | 7  | 9  | 0  |
| 2010–11    | Florida Panthers               | NHL        | 73  | 5  | 13  | 18  | 26  | —  | — | —  | —  | —  |
| 2011–12    | Florida Panthers               | NHL        | 77  | 16 | 17  | 33  | 32  | 4  | 1 | 2  | 3  | 0  |
| 2012–13    | Vancouver Canucks              | NHL        | 47  | 8  | 8   | 16  | 28  | 4  | 0 | 0  | 0  | 2  |
| 2013–14    | Vancouver Canucks              | NHL        | 81  | 7  | 26  | 33  | 57  | —  | — | —  | —  | —  |
| 2014–15    | Tampa Bay Lightning            | NHL        | 70  | 4  | 26  | 30  | 19  | 23 | 2 | 5  | 7  | 8  |
| 2015–16    | Tampa Bay Lightning            | NHL        | 72  | 5  | 6   | 11  | 18  | 17 | 1 | 6  | 7  | 12 |
| 2016–17    | Tampa Bay Lightning            | NHL        | 70  | 1  | 8   | 9   | 14  | —  | — | —  | —  | —  |
| 2017–18    | Vegas Golden Knights           | NHL        | 8   | 0  | 1   | 1   | 4   | —  | — | —  | —  | —  |
|            | Chicago Wolves                 | AHL        | 58  | 8  | 20  | 28  | 26  | 3  | 0 | 2  | 2  | 0  |
| 2018–19    | Edmonton Oilers                | NHL        | 17  | 1  | 0   | 1   | 8   | —  | — | —  | —  | —  |
|            | Djurgården Hockey              | SHL        | —   | —  | —   | —   | —   | —  | — | —  | —  | —  |
| NHL totalt | NHL totalt                     | NHL totalt | 555 | 49 | 111 | 160 | 229 | 48 | 4 | 13 | 17 | 22 |
| AHL totalt | AHL totalt                     | AHL totalt | 171 | 19 | 63  | 82  | 127 | 10 | 2 | 9  | 11 | 0  |